# أسترالوفيل

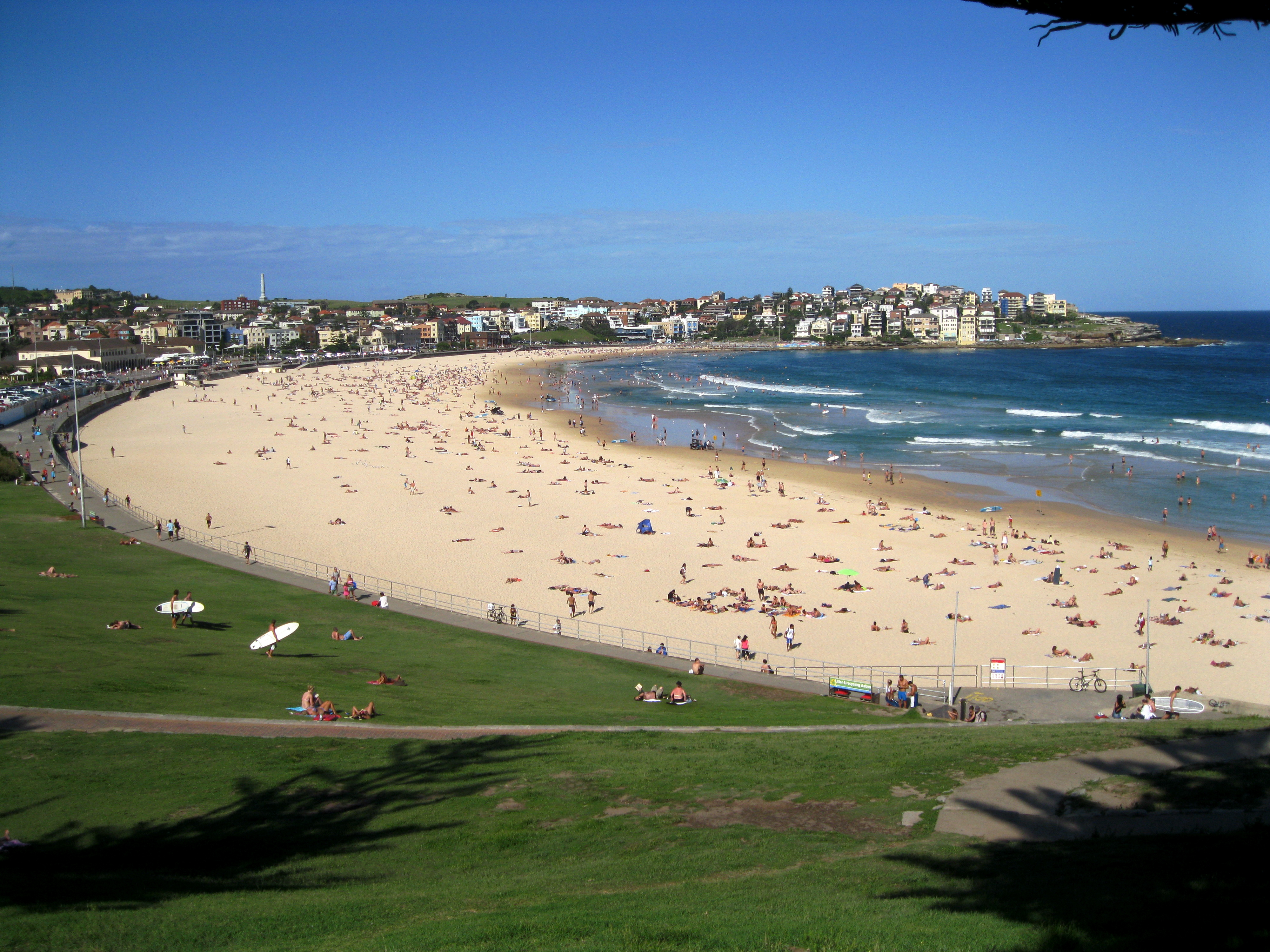

أسترالوفيل هي عشق وحب وتقدير لأستراليا وثقافتها ومجتمعتها وتطورها. المصطلح يتعارض مع مصطلح أسترالي-فوبيا والذي يعني معاداة أستراليا وثقافتها وشعبها.